# Devetaška jama
Devetaška jama (bolgarsko Деветашката пещера, latinizirano: Devetàškata pešterà) je velika kraška jama v bližini vasi Devetaki v Bolgariji.

## Značilnosti
Devetaška jama leži na desnem bregu reke Osam 15 kilometrov severovzhodno od mesta Loveč ter kilometer in pol od vasi Devetaki, po kateri je dobila ime. Nedaleč od jame se nahajajo Krušunski slapovi, ki so prav tako znana turistična znamenitost.
Skupna dolžina jame je 2442 metrov. Vhod je širok 30 in visok 35 metrov. Po okoli 40 metrih se razširi v velikansko dvorano površine 2400 m2 in višine do 58 metrov. Dvorano osvetljuje dnevna svetloba skozi sedem odprtin v stropu, od katerih največja meri 73 × 48 m. Jama se nato razcepi v dve veji. Leva veja, nedostopna turistom, je dolga okoli dva kilometra. Skoznjo teče rečica z več podzemnimi jezeri in slapovi, ki nato prečka glavno dvorano in se izlije v reko Osam. Desna veja je toplejša in suha. Pravokotna dvorana se konča z majhno galerijo z okroglim prostorom, znanim kot "Oltar".

## Zgodovina
Raziskovanje jame se je začelo leta 1921. Prva arheološka izkopavanja v jami so se začela leta 1927, intenzivnejše raziskave pa so bile izvedene v letih 1950–52. Študije kažejo, da je bila jama naseljena od srednjega paleolitika (70.000 let pr. n. št.) ter tudi v neolitiku, v bakreni, bronasti in železni dobi, v času starega Rima in srednjem veku. Devetaška jama je eno od najbogatejših najdišč predmetov iz neolitske dobe v Bolgariji.
V 1950. letih je država jamo uporabljala kot skladišče za zaloge nafte. Železniški tir do jame ne obstaja več, še vedno pa so vidni temelji, kjer so stali sodi.

## Živalstvo
Devetaška jama velja za eno od treh najpomembnejših prezimovališč za netopirje v Evropi; število netopirjev v jami pozimi doseže tudi 35 000 osebkov. V jami prebiva 15 vrst netopirjev ter številne vrste drugih sesalcev, ptic, plazilcev in dvoživk.

## Film
Jama je bila leta 2011 eno od prizorišč snemanja ameriškega akcijskega filma Plačanci 2. Za potrebe snemanja so ustvarjalci filma na novo zgradili 114-metrski most čez reko Osam, vreden 600.000 levov (okoli 300.000 €), ki je ostal kot darilo Bolgariji. Ustvarjalci so pristali, da iz okoljskih razlogov v bližini jame ne bodo snemali eksplozij, avtomobilskih zasledovanj ali požarov, vendar je snemanje vseeno izzvalo številne kritike. Novembra 2011 je bolgarska okoljevarstvena agencija oglobila najetega izvajalca, ki je izpred jame odstranil rastoče grmičevje. Kasneje istega meseca so biologi ugotovili, da je populacija netopirjev v jami od prejšnjega leta upadla za 75 % (z okoli 33.800 na 8500 osebkov), ter za to okrivili množice ljudi in hrup zaradi snemanja. Bolgarsko vrhovno upravno sodišče je leta 2012 razsodilo, da ustvarjalci po zakonu ne bi smeli prejeti dovoljenja za snemanje v jami.